# Scoopex
 (mars 2023).
Si vous disposez d'ouvrages ou d'articles de référence ou si vous connaissez des sites web de qualité traitant du thème abordé ici, merci de compléter l'article en donnant les références utiles à sa vérifiabilité et en les liant à la section « Notes et références ».
Scoopex est un groupe de demomaking fondé en 1988 par deux demosceners Autrichiens connus sous les pseudonymes Ranger et Shark The Master. La devise du groupe est "Generations ahead". 
Le groupe deviendra rapidement international avec des membres venus d'Autriche, d'Allemagne, de France, de Suisse, de Suède, de Finlande et du Royaume-Uni.

## Les productions
Les plateformes de prédilection du groupe sont l'Amiga (l'Amiga 500 en chipset ECS ou le 1200 en chipset AGA), bien que l'on trouve plusieurs contributions sur plateforme PC, Nintendo GBA, Mega Drive ou encore l'Atari ST. Le groupe est particulièrement connu pour la démo Mental Hangover sortie en avril 1990 sur Commodore Amiga et se chargeant en continu sur une musique d'Uncle Tom.

## Les membres
Il se compose en mars 2008 de 19 membres.
- big bear - musique
- CoRe - graphisme 2D
- fishwave - édition & organisation
- jayne - graphisme 2D
- kufa - code
- lostcluster - code
- mermaid - graphisme 2D & musique
- mr. death - musique
- mr. spiv - code
- ne7 - art ASCII / graphisme & musique
- noogman - graphisme 2D / 3D & organisation
- peci - code
- peitschi - code
- photon - conception Web & code
- sir - organisation
- stingray - code
- teis - musique
- t$ - code
- uncle tom - musique

## Liens
- Le site officiel
- La page du groupe sur Pouët.net